# Rákoš (powiat Koszyce-okolice)
Rákoš – wieś (obec) na Słowacji położona w kraju koszyckim, w powiecie Koszyce-okolice. Pierwsze wzmianki o miejscowości pochodzą z roku 1387. 
Według danych z dnia 31 grudnia 2012, wieś zamieszkiwało 349 osób, w tym 164 kobiety i 185 mężczyzn.
W 2001 roku rozkład populacji względem narodowości i przynależności etnicznej wyglądał następująco:
- Słowacy – 94,75%
- Czesi – 0,29%
- Rusini – 0,29%
- Węgrzy – 1,17%

Ze względu na wyznawaną religię struktura mieszkańców kształtowała się w 2001 roku następująco:
- Katolicy rzymscy – 66,47%
- Grekokatolicy – 3,5%
- Ewangelicy – 0,58%
- Prawosławni – 0,29%
- Ateiści – 2,92%
- Nie podano – 3,79%